# Maurice Calka
Maurice Calka (Lodz, 1921 - París, 1999) fue un escultor, diseñador y urbanista francés.

## Biografía
Infancia y adolescencia en Lille (dep.Norte) Estudios primarios y secundarios (en la escuela profesional de técnico industrial) con la intención de obtener el título de ingeniero. Independientemente muy interesado en el Arte, entra en la école des Beaux-Arts de Lille a los 16 años, en la clase de Escultura, donde permaneció durante tres años.
El director de la escuela en esa época, Robert Mallet-Stevens, arquitecto, le apoya y le hace su primer encargo: Un bajo relieve monumental para el pabellón de la Prensa en la Exposition du progrès social de Lille en 1939.
En el otoño de 1939 pasa con éxito las pruebas de acceso a la Facultad de Bellas Artes de París.
Ganador del Premio de Roma en escultura en 1950 con la obra en yeso titulada "Cloé".
Permaneció pensionado en Roma de 1951 a 1954.

## Dos obras famosas
La primera, hecha de piedra, en Adís Abeba (Etiopía) y de diez metros de alto. La estatua del León de Judá, encargada por el emperador Haile Selassie, que la vio como una oportunidad de dar una imagen de África moderna en 1955. Esta escultura, fácilmente identificada por su silueta, se hizo un símbolo cultural del afrocentrismo.
9°00′39.20″N 38°45′11.20″E / 9.0108889, 38.7531111
Su segunda pieza famosa es un escritorio moldeado en plástico el llamado "Boomerang desk"- basado en una piedra pulida y diseñado al final de los años sesenta - como una edición limitada. Este mueble era el precursor de los objetos diseñados durante la década siguiente. Ha sido presentado en numerosas publicaciones y exposiciones. Es parecido a los diseñados por Philippe Starck.

## Obras
A lo largo de su carrera, más de cincuenta piezas monumentales fueron creadas, de diferentes tipos. La mayor parte de ellos fueron diseñados o creados en su taller en Lamentan Raffet. Su implicación en el arte público y el espacio urbano condujo al escultor a participar en varios proyectos arquitectónicos, quince de los cuales se llevaron a cabo.

### Arte público en Francia
Escultura monumental - palacio de justicia - NEUFCHATEL EN BRAY (1956)
Señal monumental - CEMENTERIO DE CLAMART (1957-1958)
Escultura de la plaza - IGLESIA DE BAYON VILLE (1958)
Mosaico gigante - BAGNEUX (1958)
Memorial de la Francia combatiente (fusilados) - MONTE VALERIEN - París (1959)
Frescos - IGLESIA DE STONNE - las ARDENAS (1959)
Escultura Terrasse Martini - PARÍS (1960)
Escultura del consejo de administración - SEDE DE LA PRENSA PARISINA - París (1960)
Esculturas y Frescos - CASA MATRIZ DE SIGNAL EUROPA - París (1960)
Escultura - EMBAJADA DE TÚNEZ (25, rue Barbet de Jouy) -  París (1963) 48°51′9″N 2°19′3″E / 48.85250, 2.31750 
Fuente - Bagneux (1963)
Verja monumental esculpida - Iglesia - Dole (Jura) (1964)
Bajorrelieve del centro comercial - Reims (1965)
Fresco HILTON - Orly (1966)
Escultura monumental - ENGHIEN (1970)
Gran estructura escultural - vestíbulo de honor - APOQUINA C.G.C.H. -  París (1971)
Mosaico monumental - en ORDENER - POISSONNIERS - S.C.I.C.C.- París (1971)
Escultura - CENTRO COMERCIAL DE VELIZY 1971
Escultura en acero inoxidable - C.E.S. - FORT DE FRANCE (1972)
Escultura acero inoxidable - COLEGIO - SELESTAT 1972
Escultura monumental - CES-BÉZIERS 1973
Escultura monumental - COLEGIO GUEZ DE BALZAC en Angouleme, 1974
Policromía - GRAND ENSEMBLE DE NOISIEL 1974
3 esculturas monumentales - CEMENTERIO DE JONCHEROLLES - VILLETANNEUSE 1974
Policromía - MAISON DES JEUNES EN NOISIEL 1976
Escultura monumental y Policromía - U.I.T. CENTRO DE ORIENTACIÓN - POITIERS (1976)
Policromía - U.E.R. DE DROIT ET DES SCIENCES - ORLEANS (1976)
Mosaico de sol - ECOLE DU TRESOR-NOISIEL (1976)
Composición mural -PISCINE -.RUE DUNOIS - París (1978)
3 esculturas monumentales - Torre Tótem  - París(1978)
Fachada al fresco - SIEGE SOCIAL DE LA CAISSE DES DEPOTS -Arcueil (1978)
Escultura - jeu - CASERNE DE LA TIMONE - Marsella (1979)
Escultura monumental - Saint Etienne du Mont (1979)
Escultura Policroma - Argentan (1979)
Fontaine -C.E.S. - Tampón (1980)
Escultura Policroma - COLLEGE 600 - Versalles (1980)
Anfiteatro del Conseil Général - Orleans (1980)
Fresco mural policromo - Vanves (1981)
Escultura acero inoxidable - COLLEGE686 - Caen (1981)
Cadran solaire - S.C.I.C. - Le Drap (1981)
Escultura en bronce - SIEGE SOCIAL DE LA CAISSE DES DEPOTS - Arcueil (1983)
Escultura et grille - L.E.P. - Mayenne  (1983)
Place de ville et fontaine - Velizy (1985)
Bajo relieve - D.U.T - Agen (1987)
Escultura acero inoxidable y muro esculpido - L.E.P. - SIX FOURS (1988 & 1993)
Escultura monumental - L.E.P. - ST JOSEPH (1989)
Garde corps - PREFECTURE -Montpellier (1993)
2 cariátides - S.N.C.I. - París (1994)
Cariatides en béton - S.H.L.M.R. - Ville du Port (1996)

### Arte público fuera de Francia
- Monumento funerario del gouverneur ulmer - Ravensburg - Alemania (1954)

- Escultura monumental - León de Judá - Adís Abeba - Etiopía (1955)

- Escultura - Abiyán - Costa de Marfil (1955)

- Composición monumental en cerámica - Edificio AQUITAINE - Calgary - Canadá (1969) 51°2′56″N 114°4′24″O / 51.04889, -114.07333

- Hall público - BANQUE COMMERCIALE de Curepipe - Isla Mauricio (1973)

- Hall público - FIRST NATIONAL CITY BANK - Port Louis - Isla Mauricio (1974)

- Fachada Policroma - CUREPIPE- Isla Mauricio (1976)

- Decoración policroma - Palacio Presidencial - Yaundé - Camerún (1978)

### Arquitectura y Urbanismo

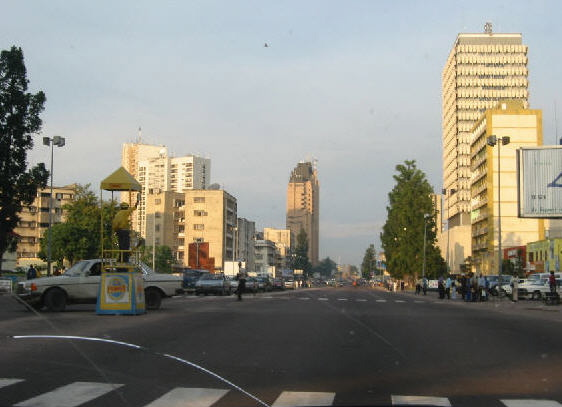
El W.T.C. de Kinshasa (a la derecha de la imagen)

Cité scolaire - ST LOUIS-LA REUNION (1968)
Maison des jeunes - Franconville (1968)
- con GRANVAL (arquitecto), y ROUSSEAU (ingeniero)
Chalet experimental de madera y fibra de vidrio -La Plagne
(1970)con GRANVAL (arquitecto), y ROUSSEAU (ingeniero)
Plaza - WORLD TRADE CENTER - Kinshasa - R.D.C. (1976) 4°18′13″S 15°18′38″E / -4.30361, 15.31056
Plaza des gradins en Torcy - Marne la Vallee (1976)
Plaza del reloj en Aviñón - QUARTIER DE LA BALANCE (1977)
Pequeño anfiteatro - Sarlat  (1977)
Port la gavine - Hyeres (1980) con Sokol (arquitecto)
Aménagement rue piétonne - Montelimar (1980)
Aménagement de quartier - ST ANDRE - LA REUNION (1982 - 1983) avec groupe IV (architectes)
Hotel de région - ST DENIS DE LA REUNION (1990) avec groupe IV (architectes)
Cimetière paysager - VILLE DU PORT- LA REUNION (1992)
Places des mosaîques - QUARTIER DE L’ARENAS - NIZA(1993 & 1999)

### Arquitectura de interior
| Obra                     | Localización                          | año       |
| ------------------------ | ------------------------------------- | --------- |
| Banco de La Reunión      | Saint Denis - Departamento de Reunión | (1970)    |
| Laboratorio              | Clin_Midy - Montpellier               | (1971-72) |
| Residencia Fichet-Bauche | Velizy Villacoublay                   | (1972)    |
| Ayuntamiento             | Remire Montjoly - La Guayana Francesa | (1992)    |

## Colaboradores
Serge Fabre - Escultor
Katherine Lavocat - Escultora, pintora.